# Berberis parviflora
Berberis parviflora là một loài thực vật có hoa trong họ Hoàng mộc. Loài này được Lindl. mô tả khoa học đầu tiên năm 1847.